# Mahampur, Sindhnur
Mahampur là một làng thuộc tehsil Sindhnur, huyện Raichur, bang Karnataka, Ấn Độ.